# Строго охранявани влакове
„Строго охранявани влакове“ (на чешки: Ostře sledované vlaky) е чешки трагикомичен филм от 1966 година на режисьора Иржи Менцел по негов собствен сценарий, базиран на едноименния роман на Бохумил Храбал. Филмът е сочен за един от образците на Чехословашката нова вълна.

## Сюжет
Действието се развива на малка провинциална гара по време на германската окупация на Чехословакия през Втората световна война. Главният герой е младеж, току-що започнал работа в железниците, който се опитва да се справи със сексуалните си пориви и по случайно стечение на обстоятелствата загива при бомбен атентат срещу германска влакова композиция.

## В ролите
Главните роли се изпълняват от Вацлав Нецкарж, Итка Бендова, Итка Зеленохорска, Йозеф Сомр.

## Продукция
Филмирането на литературно произведение, според Менцел, има две основни цели: да обогати филмовия език и да предизвика  интерес към литературното произведение. По тази причина след филмирането на книгите на Храбъл, интересът към тях се засилва.
Заради многото ретроспекции и нелинейното повествование в книгата, на Менцел му се налага да си изважда случките на листчета, които да подреди в хронологичен ред. По тях прави точков сценарий, а от своя страна Бохумил Храбал написва цяла книга, вариант на филмов сценарий.
„Всеки от нас знае, че животът е жесток и тъжен. Излишно е да се напомня за това във филма. Нека докажем своята храброст, в това, че можем да се смеем на злото. В този смисъл не търсете цинизъм, а смирение.“
През 1965 г. започват снимките на „Строго охранявани влакове“. Оператор е състудентът му Яромир Шофър. За главните роли търси непознати лица, които  да изглеждат автентично.
Началник на гарата – Владимир Валента/ сценаристът на „Обвиняемият“
Ръководител движение – Йозеф Сомър/ играл малък епизод в „Обвиняемият“
Зедничек – Властимил Бродски/ играе ролята на злодей-родоотстъпник, а в целия си опит играел хора, будещи съжаление
Милош – Вацлав Нецкарж / естраден певец
Зденичка – Итка Зеленохорска
Място – Снимат в Лоденици на действаща гара.
Иржи Менцел избира черно-бяла лента, макар че вече по това време в Чехословакия се снима цветно. Сам наглася камерата и затяга ръчките, защото асистент-операторът я местел, а идеята му била голяма част от кадрите да са със статична камера, а движението да идва само от актьорите.
Колкото до звука във филма, е създадена оригинална музикална композиция, която трябвало да напомня на музиката на Лили Марлен.

## Награди и номинации
- Печели „Оскар за най-добър чуждоезичен филм“
- Номиниран е за „Златен глобус“ за чуждоезичен филм
- Номиниран е за наградите на БАФТА за най-добър филм и за филмова музика.
- Филмът пожънва голям успех на фестивала в „Майнхайм“. Това е благоприятно време за чешкото кино, защото като цяло започва да се усеща разведряване от догмите на комунистическия режим и чехите стават модерни и интересни за запада.